# Мій придуркуватий брат
«Мій придуркуватий брат» (англ. Our Idiot Brother) — американська комедійна драма 2011 року, знята режисером Джессі Перецом. У головних ролях брата і сестер Рохлін знялися актори Пол Радд, Елізабет Бенкс, Зоуї Дешанель та Емілі Мортімер. У центрі сюжету історія наївного й ідеалістичного, але доброго та відкритого Неда Рохліна, який сіє хаос у життя своїх трьох сестер.
Прем'єра фільму відбулася на кінофестивалі «Санденс» у 2011 році, у широкий прокат незалежна кінокартина вийшла 26 серпня 2011 року. Фільм отримав переважно позитивні відгуки, критики високо оцінили гру Радда, але критикували нерівний сценарій.

## Акторський склад
- Пол Радд — Нед (Недрік) Рохлін, колишній «біодинамічний фермер»
- Елізабет Бенкс — Міранда Рохлін, сестра Неда, журналістка
- Зоуї Дешанель — Нат (Наталі) Рохлін, сестра Неда, бісексуальна хіпстерка
- Емілі Мортімер — Ліз Рохлін-Андерсон, сестра Неда, домогосподарка
- Стів Куґан — Ділан Андерсон, чоловік Ліз, документаліст
- Г'ю Денсі — Крістіан Сміт, друг Наталі, художник
- Кетрін Ган — Джанет Зібелл, колишня дівчина Неда
- Рашида Джонс — Сінді Гарріс, подружка Наталі
- Ширлі Найт — Ейлін Рохлін, мати Неда і його сестер
- Ті Джей Міллер — Біллі Орвін, новий хлопець Джанет
- Адам Скотт — Джеремі Горн, сусід Міранди
- Джанет Монтгомері — леді Арабелла Гелловей
- Стерлінг Браун — Омар Коулман, офіцер-наглядач з УДЗ
- Метью Міндлер — Рівер Бінг, син Ліз
- Лідія Гауг — Татьяна, російська балерина
- Ренн Шмідт — Бет
- Боб Стівенсон — офіцер Вошберн
- Кеті Аселтон — Емі
- Крістофер Еван Велш — Роббі, редактор

## Виробництво
Основні зйомки розпочалися в липні 2010 року і тривали 30 днів у Нью-Йорку та його околицях. Окрім кінопрокату, фільм випущений на DVD та Blu-ray 29 листопада 2011 року.

## Сприйняття
Фільм отримав загалом схвальні відгуки критиків. На сайті Rotten Tomatoes його рейтинг схвалення складає 71 % на основі 143 відгуків із середнім рейтингом 6,27/10. На Metacritic фільм отримав оцінку 60 зі 100 на основі 39 критиків, що вказує на «змішані або середні відгуки».